# Dysmachus monticola
Dysmachus monticola är en tvåvingeart som beskrevs av Pavel Lehr 1966. Dysmachus monticola ingår i släktet Dysmachus och familjen rovflugor. Inga underarter finns listade i Catalogue of Life.